# Mirko Ladrón de Guevara
Mirko Ladrón de Guevara (Baradero, Buenos Aires, Argentina; 23 de febrero de 1999) es un futbolista argentino. Juega como mediocampista de contención y su equipo actual es la Salto Fútbol Club de la Primera División Amateur de Uruguay, la tercera categoría del país.

## Trayectoria

### Infancia e inferiores
Jugó en las inferiores de Club Atlético Baradero y a los 16 años de edad pasó a All Boys.

### All Boys
Debutó el 21 de septiembre en la sexta fecha del campeonato de Primera Nacional 2019-20, en el triunfo de All Boys frente a Atlético de Rafaela, con Marcelo Pascutti como entrenador.
En el mes de octubre del año 2019 firmó su primer contrato con la institución de Floresta.

### UAI Urquiza
En enero de 2024 fue cedido al UAI Urquiza por el plazo de un año, con el objetivo de disputar la Primera B.

## Clubes
Actualizado al 16 de septiembre de 2024
| Equipo                                  | Div.                | Temporada           | Liga     | Liga  | Copa Nacional(1) | Copa Nacional(1) | Copa Internacional | Copa Internacional | Total    | Total |
| Equipo                                  | Div.                | Temporada           | Partidos | Goles | Partidos         | Goles            | Partidos           | Goles              | Partidos | Goles |
| All Boys Argentina                      | 2.ª                 | 2019-20             | 14       | 0     | -                | -                | -                  | -                  | 14       | 0     |
| All Boys Argentina                      | 2.ª                 | 2020                | 6        | 0     | -                | -                | -                  | -                  | 6        | 0     |
| All Boys Argentina                      | 2.ª                 | 2021                | 0        | 0     | -                | -                | -                  | -                  | 0        | 0     |
| All Boys Argentina                      | 2.ª                 | 2022                | 0        | 0     | -                | -                | -                  | -                  | 0        | 0     |
| All Boys Argentina                      | 2.ª                 | 2023                | 2        | 0     | -                | -                | -                  | -                  | 2        | 0     |
| All Boys Argentina                      | Total               | Total               | 22       | 0     | -                | -                | -                  | -                  | 22       | 0     |
| UAI Urquiza Argentina                   | 3.ª                 | 2024                | 12       | 0     | -                | -                | -                  | -                  | 12       | 0     |
| UAI Urquiza Argentina                   | Total               | Total               | 12       | 0     | -                | -                | -                  | -                  | 12       | 0     |
| Total en su carrera                     | Total en su carrera | Total en su carrera | 34       | 0     | -                | -                | -                  | -                  | 34       | 0     |
| (1) Incluye datos de la Copa Argentina. |                     |                     |          |       |                  |                  |                    |                    |          |       |